# Horváth Cirill József (filozófus)
Horváth Cirill József (Kecskemét, 1804. október 17. – Budapest, 1884. november 5.) magyar író, filozófus, piarista áldozópap, egyetemi tanár, a Magyar Tudományos Akadémia tagja.

## Családja, tanulmányai
Apja Horváth József, anyja Végh Erzsébet volt. Öccse a később neves jogtudóssá vált Horváth Döme volt.
A kecskeméti kegyesrendi piarista gimnázium első osztályát 1815-ben végezte, majd 1816-ban szülei Budára küldték a német nyelv elsajátítására. 1818-ban a IV. osztályt Kecskeméten járta ki, majd 1819-től 1820-ig Privigyén iratkozott be a gimnáziumba, hogy szlovákul is megtanuljon.
1820. október 10-én lépett a piarista tanítórendbe, és keresztneve mellé szerzetesi melléknévként a Cirill nevet nyerte. 1820-1821-ben a trencséni társházban lakott mint újoncnövendék. 1822-ben Podolinban és 1823-ban Vácott tanárkodott. Itt 1824-1825 folyamán bölcseleti tudományokkal is foglalkozott és az utolsó tanév végén bölcsészdoktori oklevelet nyert. 1826-ban Nyitrán teológiát hallgatott, majd 1827-ben Szentgyörgyön tanári állást vállalt.
1828. augusztus 6-án áldozópappá szentelték. 1828–1829-ben gimnáziumi tanár volt Vácott, 1830-ban Szegedre tették át, ahol 1844-ig a filozófia rendes tanára volt. A Magyar Tudományos Akadémia 1834-ben levelező, 1836-ban rendes, 1868-ban tiszteleti tagjává avatta. 1844-ben a szegedi gimnázium és líceum igazgatója lett. Már mint bölcselettanár alapított egy önképzőkört és azt saját könyvtárából 300 könyvvel látta el. 1848-ban Pestre költözött, hogy ott, piarista rendi kormánytag lévén, a rend közügyeinek igazgatásában részt vegyen. 1849-ben a pesti főgimnázium igazgatója lett. 1851-ben Toldy Ferenc Horváth Cirill rábeszélésére írta a Magyar nemzeti irodalom történetét. 1859-ben visszament Szegedre, ahol mint főgimnáziumi igazgató és tanár működött. 1860-ban Pestre helyezték, mint piarista rendi kormánytagot és levéltárnokot. 1861-1862-ben a pesti egyetemen a bölcsészettan helyettes, 1863-tól haláláig rendes tanára volt. 1869-ben a pedagógia tanárát is helyettesítette az egyetemen.
1863-ban a gimnáziumi tanárvizsgáló bizottság tagjává nevezték ki.
1875-ben 50 éves filozófia doktori munkásságáért új díszoklevéllel tüntették ki. A Magyar Tudományos Akadémián 1885. november 23-án Pauer Imre Rudolf tartott fölötte emlékbeszédet.

## Műveiből
Pályája első felében verseket és történeti drámákat írt. „Konkretizmus” néven eredeti filozófiai rendszert készült alkotni, de kidolgozásáig nem jutott el.
- A filozófiai rendszerek méltatása (akadémiai székfoglaló, 1837)
- Óda főtiszt. és tudós Grosser K. Jánosnak... a kegyes szerzet főigazgatójának, midőn szab. kir. Szeged városa lyceumát meglátogatná. Szeged. 1834
- Óda, mellyel mélt. és főt. Lonovics József úrnak csanádi püspöki székébe iktatásakor hódol a kegyes szerzet szegedi háza 1834. Szeged
- Tyrus, szomorújáték 5 felv. Buda. 1834 (Eredeti Játékszín, kiadja a Magyar Tudós Társaság 2. köt. Az akadémiai pályázaton Vörösmarty Vérnásza mellett dicséretben és ívenként öt aranyban részesült.) REAL-EOD
- Gyoroki Edelspacher Pál emléke. Szeged, 1834
- Óda főtiszt. t. Grosser János úrnak... midőn főigazgatói hivatalára közakarattal újólag megválasztatott aug. 5. 1835. Buda
- Óda mélt. és főt. Lonovics József csanádi püspök úrnak, midőn Szeged törvényes meglátogatásakor híveinek a bérmálás szentségét feladná, a kegyes szerzet háza 1835. Buda.
- Kuthen kun király, szomorújáték öt felv. Buda, 1838 (Horváth Cirill színművei I.)
- Óda főtiszt. Grosser János úrnak... midőn főigazgatói hivatalára közakarattal újólag megválasztatott Vácon 1839. a szegedi ház. Vác
- Óda mélt. és főtiszt Lonovics József csanádi püspök úrnak; midőn az iskolák nagyváradi kerületének főigazgatójává kineveztetett, a szegedi líceum 1838. Szeged
- Jolánta, szinjáték öt felvonásban (Buda 1839)
- Óda mélt. nagy-károlyi gróf Károlyi György úr ő nagyságának, midőn t. n. Csongrád vármegyében mint főispáni helytartó máj. 2. 1839, beiktattatnék, a kegyes szerzet szegedi háza. Szeged
- Óda főtiszt. Grosser Ker. Jánosnak... midőn 1841-ben a szegedi házat törvényesen meglátogatta. Szeged
- Vetélytársak, szomorújáték öt felv. Kecskemét, 1850 (Alföldi Színműtár, kiadja Horváth Döme I. Ism. Pesti Röpívek 6. sz.)
- Kupa, ötfelvonásos töredék (a Szikszói Lapokban, 1853)
- Örömszózat dicsőségesen uralkodó I. Ferenc József apost. cs. k. felségének menyegzői ünnepélyére. Pest, 1854 (költemény)
- A filozófiai módszerek jelen állapotjáról. Pest, 1867 (Értekezések a bölcsészeti tudományok köréből. I. 1.)
- A filozófiai módszerek akadályairól. Pest, 1868-69 (Értekezések a bölcsészeti tudományok köréből.  I. 8. 9.) 1.r. 2.r.
- Apáczai Csere János bölcsészeti dolgozatai. Szerk. Pest, 1869
- Horváth Cirill összegyűjtött szépirodalmi munkái. Kiadja Horváth Döme. Kecskemét. 1896. I-VI. kötet

Kéziratai
A Magyar Tudományos Akadémia, a budapesti egyetem és a tanárvizsgáló bizottság levéltáraiban maradtak fenn kéziratban értekezései, színművei és bírálatai. Levele Mátray Gáborhoz, Szeged, 1859. ápr. 8. (a Magyar Nemzeti Múzeum kézirattárában). Naplót is hagyott az utókorra, mely a budapesti piarista rendház könyvtárában van.